# Пальчук, Николай Николаевич
Николай Николаевич Пальчук (укр. Микола Миколайович Пальчук; 27 мая 1945, Никольское-на-Днепре, Днепропетровская область — 30 ноября 2016, Киев) — советский и украинский военный деятель, исполняющий обязанности начальника генерального штаба ВСУ, кандидат военных наук, доцент.

## Биография
Родился 27 мая 1945 года в селе Никольское-на-Днепре Солонянского района Днепропетровской области.
В 1967 окончил Харьковское гвардейское высшее танковое командное училище. Офицерскую службу начал командиром танкового взвода в Южной группе войск. С 1968 по 1976 проходил службу на командных должностях в Южной группе войск и Дальневосточном военном округе. В 1976 с должности командира танкового батальона поступил в Военную академию бронетанковых войск. После окончания в 1979 для прохождения военной службы направлен в Главное командование войск Дальнего Востока, где проходил службу на должностях старшего офицера в управлении боевой подготовки, заместителя начальника отдела, начальника отдела, заместителя начальника оперативного управления.
В 1990 окончил Военную академию Генерального штаба Вооружённых сил СССР. С 1992 по 1996 заместитель и первый заместитель начальника управления подготовки войск (сил) и инспекций Главного штаба Вооружённых сил Украины, начальник штаба, первый заместитель начальника Главного управления сухопутных войск Вооружённых сил Украины. В 1996 назначен начальником Главного оперативного управления, заместителем начальника Генерального штаба Вооружённых сил Украины. Был главным инициатором разработки государственной программы строительства и развития Вооружённых сил Украины на период до 2005 года, непосредственно возглавлял отработки проекта Главным оперативным управлением Генерального штаба Вооружённых сил Украины.
С января 2000 по август 2003 являлся первым заместителем начальника Генерального штаба Вооружённых сил Украины, неоднократно исполнял его обязанности. После увольнения с военной службы в 2003 работал советником министра обороны Украины, ведущим научным сотрудником Центрального научно-исследовательского института Вооружённых сил Украины. Умер от тяжёлой болезни.